# Senza pietà (sång)
Senza pietà ("utan nåd") är en sång av den italiensk-albanska sångerskan Anna Oxa. Med låten ställde hon upp i San Remo-festivalen 1999. Med låten lyckades hon vinna tävlingen vilket blev hennes totalt andra seger i tävlingen då hon även vann 1989 års upplaga.
Låten är skriven av Alberto Salerno och Claudio Guidetti och är titelspåret på albumet med samma namn. Låten producerades av Fio Zanotti. 
Efter att Oxa uteslutits från tävlan i Sanremofestivalen 2013 återfick låten publicitet och albumet klättrade snabbt på Itunes albumlista i Italien. Det uppskattades att låten i början på februari laddats ner mer än 600 000 gånger och Oxa har även tilldelats en platinaskiva. Den har även under 2013 listats som etta på flertalet italienska radiostationers hitlistor.